# 菲利普·塞尔兹尼克
菲利普·塞尔兹尼克（英語：Philip Selznick；1919年1月8日—2010年6月12日）是一位美国法学家和社会学者，加利福尼亞大學柏克萊分校教授，主要作品有《社群主义的说服力》（The Communitarian Persuasion）、《田纳西河流域管理局与草根组织：一个正式组织的社会学研究》（TVA and the Grass Roots: a Study in the Sociology of Formal Organization）等。